# Regiunea Centre-Sud, Burkina Faso
Centre-Sud este o diviziune de gradul I, localizată în statul Burkina Faso. Provincia cuprinde un număr de 3 regiuni:    Bazéga, Nahouri, și Zoundwéogo. Reședința provinciei este orașul Manga. 

| Provincia  | Reședința  | Populația (2006) |
| ---------- | ---------- | ---------------- |
| Bazéga     | Kombissiri | 259.395          |
| Nahouri    | Pô         | 330.342          |
| Zoundwéogo | Manga      | 259.395          |